# Асимметричное дигидроксилирование по Шарплессу
Асимметричное дигидроксилирование по Шарплессу — взаимодействие алкена с тетраоксидом осмия в присутствии хирального лиганда хинина с образованием вицинального диола. Реакция применима к алкенам с практически любыми заместителями и характеризуется высокой стереоселективностью.
Тетраоксид осмия участвует в реакции как катализатор и регенерируется с помощью вторичных окислителей феррицианида калия или N-Оксида N-метилморфолина. Таким образом уменьшается количество используемого тетраоксида осмия, который является высокотоксичным и дорогим соединением. Все четыре реактива (K3Fe(CN)6, K2CO3, K2OsO2(OH)4 и хиральный лиганд) коммерчески доступны в готовых смесях «AD-mix». Смесь содержащая (DHQ)2-PHAL называется AD-mix-α, а смесь содержащая (DHQD)2-PHAL называется AD-mix-β.
Полученные хиральные гликоли важны в органическом синтезе. Благодаря исследованиям Шарплесса стал возможен синтез широкой серии хиральных аллильных спиртов — глицидола и метилглицидола, которые, в свою очередь, служат промежуточными соединениями в производстве бета-адреноблокатов — лекарственных веществ, используемых в кардиологии. Барри Шарплесс получил Нобелевскую премию 2001 года «За работу в области хирально катализируемых реакций окисления».

## Механизм реакции
Реакция начинается с образования комплекса {\displaystyle {\ce {OsO4}}} — хиральный лиганд (2). При [3+2]- диполярном циклоприсоединении к алкену (3) образуется цикличный интермедиат (4), который при гидролизе разлагается на гликоль (5) и осмат (6). Метансульфонамид ({\displaystyle {\ce {CH3SO2NH2}}}) может использоваться как катализатор для ускорения этого этапа каталитического цикла. На последнем этапе окислитель (7) регенерирует комплекс {\displaystyle {\ce {OsO4}}} — хиральный лиганд.
После тщательного изучения механизма был предложен вторичный каталитический цикл. Если окислить цикличный интермедиат до начала гидролиза, то полученный гликолят осмия может дигидроксилировать ещё один алкен. Вторичный цикл менее энантиоселективен чем первичный. Увеличивая молярную концентрацию лиганда, можно исключить течение реакции по вторичному циклу.

### [2+2] против [3+2]
Изначально Шарплесс считал, что реацкия идёт по [2+2]-диполярному циклоприсоединению {\displaystyle {\ce {OsO4}}} к алкену. В результате чего образовывался осмаоксетан, который после реакции внедрения превращался в osmylate ester. Гидролиз последнего давал необходимый гликоль. В 1989 году Кори Элайас Джеймс предложил немного другой вариант этой же реакции, а именно [3+2]-диполярное циклоприсоединение {\displaystyle {\ce {OsO4}}} к алкену, при котором сразу получался osmylate ester.
Его суждения были основаны на вычислениях сделанных Йоргенсеном и Хоффманом. Они выяснили, что реакция, протекающая по [3+2] присоединению более энергетически выгодна. Кори также доказал, что октаэдральный интермедиат делает [2+2] реакцию более затруднительной из-за стерических факторов.
На протяжении десяти лет Шарплесс и Кори в многочисленных публикациях доказывали верность своих механизмов. Хотя их исследования не смогли объяснить различий между двумя предлагаемыми путями циклизации, они пролили свет на другие особенности реакции. Например, Шарплесс доказал, что реакция протекает в несколько этапов, также оба учёных показали, что катализатор имеет U-образный хиральный «карман». В февральском выпуске журнала Американского химического общества за 1997 год Шарплесс опубликовал результаты исследования (анализ Хаммета), который, как он утверждал, подтверждал циклизацию [2+2]. Однако в октябрьском выпуске того же года Шарплесс опубликовал результаты другого исследования, проведённого в сотрудничестве с Кеном Хоуком и Синглтоном, в котором он предоставил убедительные доказательства механизма [3+2]. Таким образом Шарплесс был вынужден уступить Кори в десятилетних дебатах.

### Структура катализатора

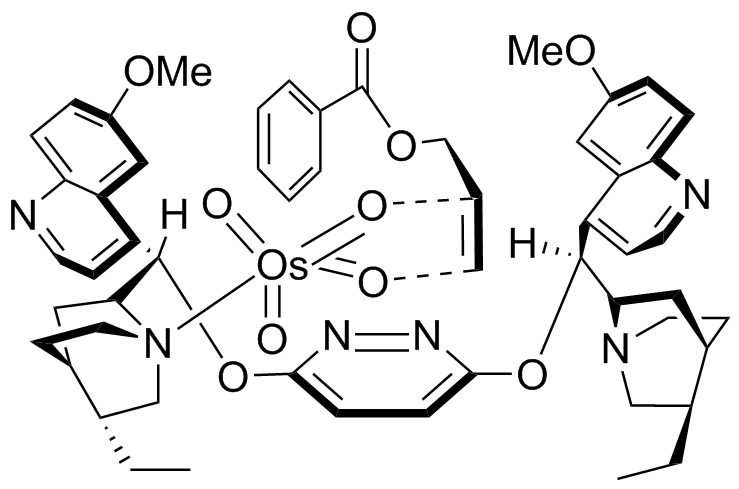

Кристаллографический анализ показал, что активный катализатор содержит пентакоординированные осмиевые частицы, удерживаемые в U-образном связующем кармане. Азотистый лиганд удерживает OsO4 в хиральной среде, делая сближение с одной стороны алкена стерически затруднённым, а с другой — нет.

## Каталитические системы
Ниже приведён краткий обзор различных компонентов каталитической системы:
1. Каталитический окислитель: Всегда используется {\displaystyle {\ce {OsO4}}} с добавлением присадок.
2. Хиральный вспомогательный реагент: Обычно алкалоиды хинного дерева.
3. Окислитель:
  - Изначально использовались пероксиды, но их главным недостатком оказались проблемы с хемоселективностью.
  - N-Оксид N-метилморфолина.
  - Феррицианид калия {\displaystyle {\ce {K3Fe (CN)6}}} является наиболее часто используемым стехиометрическим окислителем для реакции Он входит в состав смесей AD-mix.
4. Присадка: Используется лимонная кислота. {\displaystyle {\ce {OsO4}}} электрофильный окислитель и плохо реагирует с алкенами с низкой электронной плотностью. Реакция протекает быстрее в слабокислой среде.[11]

## Региоселективность
В основном, асимметричное дигидроксилирование по Шарплессу способствует окислению алкена с большей электронной плотностью.
В этом примере гликоль образуется возле пара-метоксибензойной группы (электронно акцепторный заместитель). Вероятно, это связано со способностью арила взаимодействовать с активным центром катализатора посредством π-стэкинга. Таким образом, арильный заместитель может действовать как ориентант.

## Стереоселективность
Диастереоселективность реакции определяется в первую очередь выбором лиганда (то есть AD-mix-α или AD-mix-β), однако изначальная хиральность алкена или его заместителей также влиять на реакцию. В примере, показанном ниже, пара-метоксибензойный заместитель служит источником стерического эффекта и позволяет катализатору «различать» стороны алкена.